# 共親製菓
共親製菓株式会社（きょうしんせいか）は、愛知県名古屋市西区に本社を置く菓子メーカー。

## 概要
各種餅飴やこんにゃくゼリーなどを製造しており、全国で販売されている。1947年（昭和22年）1月に安部正雄が現在地に於いて個人創業し、1950年（昭和25年）3月に合資会社として設立。1951年（昭和26年）3月に株式会社として設立。

## 主な製品
- 各種餅飴（さくらんぼ餅、青リンゴ餅、サイダー餅、ぶどう餅、ミックス餅、パックコーラ、フルーツの森、コーラ餅、フルーツ餅、キャンディーボックス）[2]
- 各種ゼリー（こんにゃくゼリー、ヨーグルトゼリー、棒かんてんゼリー）[3]
- 粉末（わるガキびいる、黒ガキびいる、アワモコモコ（イチゴ味）、アワモコモコ（コーラ味）、アワモコモコ（バナナ味）、アワモコモコ（メロン味））[4]
- ポンカン飴
- 現場の相棒　塩ビタミンゼリー

同じく西区に本社をおく機械工具の商社であるノダキから、熱中症対策のための気軽に塩分補給のできるゼリーの製造を依頼されたことから商品化されたもの。
- フルーツの森